# Міхал Вівег
Міхал Вівеґ (чес. Michal Viewegh [víveg] 31 березня, 1962 р. Прага) – чеський письменник та публіцист. Лауреат премії імені Їржі Ортена 1993. Він є найуспішнішим чеським постреволюційним письменником (понад мільйон проданих примірників). 

## Життєпис
Міхал Вівеґ народився 31 березня 1962 року в Празі. Його батько був інженером-хіміком (помер у 2006 році), а мати – юристкою. У 1968 році родина переїхала до Сазави, де батько працював технологом на заводі скловиробів, а згодом став мером міста. У 1980 році Міхал Вівеґ закінчив гімназію в Бенешові. Спочатку вступив до Вищої школи економіки, але навчався там недовго, натомість вивчав чеську мову та педагогіку на Філософському факультеті Карлового університету, який закінчив у 1988 році. Працював епізодично. 
Ще під час навчання, у 1983 році, він почав публікувати свої оповідання в газеті Mladá fronta. Після закінчення університету короткий час працював за фахом – викладав у початковій школі в Празі 5 – Збраславі, проте вже у 1993 році покинув педагогічну діяльність. Два роки працював редактором у видавництві Český spisovatel, а потім остаточно став професійним письменником. У 1993 році отримав престижну Премію Їржі Ортена.
Вівеґ став першим чеським письменником, який спробував писати роман разом із читачами в інтернеті. Це був твір Блоговий роман. Він створювався з серпня по грудень 2009 року. 
10 грудня 2012 року у нього стався розрив аорти, він перебував у критичному стані в Інституті клінічної та експериментальної медицини (IKEM), але згодом його стан стабілізувався. Після цього він проходив реабілітацію в клініці Малвазинки. Він зазначав, що страждав від меланхолії та провалів у пам’яті, йому було складно почати знову працювати. Однак визнав, що ця подія допомогла йому усвідомити відносність багатьох проблем: «Дивлюся в сад і раптом внутрішньо заспокоююся, нагадуючи собі, що 90 % людей із розривом аорти не виживають. Я більше не стежу за критикою, жовтою пресою чи політикою. Не роблю покупок, нічого не шукаю». Свою травматичну подію він згодом художньо осмислив у книзі Біочоловік.
У нього є два брати. Йозеф Вівеґ (молодший) – режисер і продюсер.
Міхал Вівеґ був двічі одружений: спершу з Ярославою (уродженою Макковою) до 1996 року, а потім у 2002 році одружився з Веронікою (уродженою Кодитковою). Має трьох дочок: Міхалу (*1983) від першого шлюбу та Сару (*2003) і Барбору (*2005) від другого. Більшу частину життя живе в Сазаві. У 2015 році вдруге розлучився. Нині проживає з дівчиною, яка є родом з України.

## Нагороди
- 1993 – премія Їржі Ортена за книгу Чудові роки під псом
- 2005 – здобув читацьку премію Magnesia Litera за роман Вибивання.
- 2013 – отримав премію Český Bestseller за книгу Мороз іде з Граду.

## Боротьба із жовтою пресою
Міхал Вівеґ уже тривалий час судовим шляхом бореться з жовтою пресою за своє право на захист особистості та на отримання справедливої компенсації за публікацію неправдивої та дифамаційної інформації.
   «Несмак і нетактовність, вульгарність, напівправда і брехня, безсоромно видані за правду, підглядання, навмисні провокації, сплановані скандалізації, цинічно визнані фотомонтажі чи повністю вигадані „інтерв’ю“, зухвале панібратство без урахування віку чи становища, байдужість до людських почуттів, зневага до старості й навіть до смерті, відвертий журналістський гієнізм – ось що сьогодні є звичайною практикою [бульварної преси]».
   — Послання жовтій пресі та заклик до колег, 2009
Разом із актором Мареком Вашутом у 2009 році він ініціював петицію проти безцеремонних методів чеської жовтої журналістики – Послання бульварній пресі та заклик до колег. До неї приєдналася низка відомих митців.
У 2012 році Конституційний суд Чеської Республіки визнав його скаргу обґрунтованою, постановивши, що компенсація в розмірі 200 тисяч крон є недостатньою за порушення його права на повагу до людської гідності та приватного життя. Він подав позов проти газети Aha! за статтю «Має таємну коханку» та інші подібні матеріали, опубліковані 5 грудня 2004 року.

### Романи
- Báječná léta pod psa (1992) – автобіографічний роман, що передає атмосферу в Чехословаччині від періоду нормалізації до падіння комунізму; екранізовано у 1997 році (режисер Петр Ніколаєв)
- Výchova dívek v Čechách (1994) – трагічна історія кохання вчителя зі Збраслави, який погоджується навчати доньку бізнесмена Краля курсу творчого письма; екранізовано у 1996 році (режисер Петр Коліга)
- Účastníci zájezdu (1996) – основою сюжету є зустріч дуже різних людей у туристичній поїздці до Італії; екранізовано у 2006 році (режисер Їржі Вейдєлек)
- Zapisovatelé otcovský lásky (1998) – роман про сім'ю молодого девіанта.
- Román pro ženy (2001) – екранізовано у 2005 році (режисер Філіп Ренч)
- Báječná léta s Klausem (2002) – вільне продовження успішного роману Báječná léta pod psa
- Případ nevěrné Kláry (2003) – популярний письменник наймає приватного детектива для стеження за своєю дружиною; екранізовано у 2009 році (режисер Роберто Фаєнца)
- Vybíjená (2004) – долі кількох однокласників від їхньої юності до сорокаріччя; екранізовано у 2015 році (режисер Петр Ніколаєв)
- Tři v háji (2004) – спільна робота Галини Павловської, Іви Герцікової та Міхала Вівеґа
- Román pro muže (2008) – роман про жіноче розчарування у світі, керованому дорослими хлопчиками; екранізовано у 2010 році (режисер Томаш Баріна)
- Biomanželka (2010)
- Mafie v Praze (2011)
- Mráz přichází z Hradu (2012)
- Biomanžel (2015) – вільне продовження Biomanželky
- Melouch (2016)
- Převážně zdvořilý Leopold (2020)
- Dula (2021) – третя частина умовної трилогії (Biomanželka, Biomanžel)

### Новели
- Názory na vraždu (1990) – перша книга автора, детективна історія
- Lekce tvůrčího psaní (2005) – книга, заснована на досвіді автора з викладання творчого письма у Літературній академії Йозефа Шкворецького
- Andělé všedního dne (2007) – новела, що частково відображає досвід втрати батька; видано видавництвом Druhé město
- Muž a žena (Čarodějka z Křemelky a Family frost) (2018)

### Оповідання
- Povídky o manželství a o sexu (1999) – екранізовано під назвою Nestyda у 2008 році (режисер Ян Гржебейк)

- Krátké pohádky pro unavené rodiče (2007)
- Povídky o lásce (2009)
- Bůh v renaultu (2017)
- Povídky o nelásce (2019)

### Літературні пародії
- Nápady laskavého čtenáře (1993) – збірка пародій на відомих чеських та світових авторів
- Nové nápady laskavého čtenáře (2000) – другий том літературних пародій

### Аудіокниги
- Mafie v Praze (2012, видавництво Audiotéka)
- Mráz přichází z Hradu (2013, Audiotéka)
- Zpátky ve hře (2015, Audiotéka)
- Biomanželka (2015, Audiotéka)
- Biomanžel (2015, Audiotéka)
- Melouch (2017, Audiotéka, начитав Отакар Броусек-молодший)
- Bůh v renaultu (2017, Audiotéka, начитав Їржі Дворжак)

### Фейлетони
- Švédské stoly aneb Jací jsme (2000) – збірка газетних фейлетонів
- Na dvou židlích (2003) – збірка фейлетонів, написаних для Lidové noviny у 2002–2003 роках
- Mým vrstevníkům a jiné fejetony (2019)

### Біографії
- Báječný rok (2006) – щоденник автора за 2005 рік, коли він повністю відмовився від спілкування з пресою
- Další báječný rok (2011) – щоденник за 2010 рік
- Můj život po životě (2013) – автобіографічні записи про період реабілітації після серцевого нападу
- Zrušený rok – Deník 2020 (2021)

### Драма
- Růže pro Markétu aneb Večírky revolucionářů (2004) – п'єса про Оксамитову революцію.